# ویلیام راوسون
ویلیام راوسون (به انگلیسی: William Rawson) بازیکن فوتبال زادهٔ ۱۴ اکتبر ۱۸۵۴ اهل کشور انگلستان که سابقهٔ بازی در تیم ملی فوتبال انگلستان را در کارنامهٔ خود دارد. وی در تاریخ ۶ مارس ۱۸۷۵ نخستین بازی ملی خود را در مقابل تیم ملی فوتبال اسکاتلند انجام داد و با حضور در ۲ بازی ملی، در تاریخ ۳ مارس ۱۸۷۷ واپسین بازی ملی‌اش را در برابر تیم ملی فوتبال اسکاتلند برگزار کرد.